# Friedmann–Lemaître–Robertson–Walker-metrika
A Friedmann–Lemaître–Robertson–Walker-metrika (FLRW) az Einstein-egyenletek egy egzakt megoldása az általános relativitáselméletben.
Időtől és helytől függően több más néven is nevezték ezt a metrikát a négy független felfedezőjéről; Alexander Friedmann, Georges Lemaître, Howard Percy Robertson és Arthur Geoffrey Walker – néhány példa: Friedmann–Robertson–Walker- (FRW) vagy Robertson–Walker- (RW) vagy Friedmann–Lemaître-metrika (FL). Ezt az Univerzum megoldást szokás Standard Modellnek is nevezni a kozmológiában.

## Az általános metrika
Az FLRW metrika  homogén és izotrop térből indul ki. 
Ezeket a feltételeket kielégítő általános metrika az alábbi:
{\displaystyle -c^{2}\mathrm {d} \tau ^{2}=-c^{2}\mathrm {d} t^{2}+{a(t)}^{2}\mathrm {d} \mathbf {\Sigma } ^{2}}
ahol {\displaystyle \mathbf {\Sigma } }  a 3 dimenziós tér általános metrikája, ez lehet, elliptikus, euklideszi, vagy hiperbolikus. 
{\displaystyle \mathrm {d} \mathbf {\Sigma } } nem függ t-től, az időtől való függés kizárólag az a(t) függvényben szerepel, melyet szokás "skála faktornak" vagy "skála függvénynek" nevezni.
Polár koordináták esetén a térszerű rész a következő alakú
{\displaystyle \mathrm {d} \mathbf {\Sigma } ^{2}={\frac {\mathrm {d} r^{2}}{1-kr^{2}}}+r^{2}\mathrm {d} \mathbf {\Omega } ^{2},\quad {\text{ahol }}\mathrm {d} \mathbf {\Omega } ^{2}=\mathrm {d} \theta ^{2}+\sin ^{2}\theta \,\mathrm {d} \phi ^{2}.}
hyperbolikus 
koordináták esetén
{\displaystyle \mathrm {d} \mathbf {\Sigma } ^{2}=\mathrm {d} r^{2}+S_{k}(r)^{2}\,\mathrm {d} \mathbf {\Omega } ^{2}}
ahol
{\displaystyle S_{k}(r)={\begin{cases}{\sqrt {k}}^{\,-1}\sin(r{\sqrt {k}}),&k>0\\r,&k=0\\{\sqrt {|k|}}^{\,-1}\sinh(r{\sqrt {|k|}}),&k<0.\end{cases}}}
itt k egy dimenziotlan szám, amely lehet {−1,0,+1}.
A k = 0 esetben a tér sík és így a 3 dimenziós rész a következő egyszerű alakú lesz
{\displaystyle \mathrm {d} \mathbf {\Sigma } ^{2}=\mathrm {d} x^{2}+\mathrm {d} y^{2}+\mathrm {d} z^{2}.}
Ez kiterjeszthető a k ≠ 0 esetre is a következően 
{\displaystyle x=r\cos \theta \,},
{\displaystyle y=r\sin \theta \cos \phi \,}, és
{\displaystyle z=r\sin \theta \sin \phi \,},
ahol r a radiális koordinátának tekinthető.

## A megoldás
Az Einstein-egyenletek általános alakja az alábbi
{\displaystyle G_{\mu \nu }+\Lambda g_{\mu \nu }={\frac {8\pi G}{c^{4}}}T_{\mu \nu }}
Ha az energia-impulzus tenzorról (hasonlóan a térhez) feltesszük, hogy homogén és izotrop, akkor a következő ún. 
Friedmann-egyenleteket kapjuk:
itt k az előző részben tárgyalt dimenziótlan állandó {−1,0,+1}.
Megmutatható, hogy az egyenletek ekvivalensen átalakíthatók az alábbi alakba

### A kozmológiai konstans
A kozmológiai konstans a következő helyettesítéssel kiküszöbölhető
{\displaystyle \rho \rightarrow \rho +{\frac {\Lambda c^{2}}{8\pi G}}}
{\displaystyle p\rightarrow p-{\frac {\Lambda c^{4}}{8\pi G}}.}
Tehát a kozmológiai állandó magyarázható úgy mint egyfajta energia, amelynek negatív a nyomása (de az energia sűrűsége pozitív):
{\displaystyle p=-\rho c^{2}.\,}
Az ilyen alakban felírt kozmológiai állandót szokták sötét energiának nevezni.
Ahhoz, hogy a Világegyetem gyorsuló tágulását okozza elég feltenni, hogy
{\displaystyle p<-{\frac {\rho c^{2}}{3}}.\,}

### Newtoni közelítés
A Friedmann egyenletek newtoni közelítésben az alábbiak
{\displaystyle -a^{3}{\dot {\rho }}=3a^{2}{\dot {a}}\rho +{\frac {3a^{2}p{\dot {a}}}{c^{2}}}\,}
{\displaystyle {\frac {{\dot {a}}^{2}}{2}}-{\frac {G{\frac {4\pi a^{3}}{3}}\rho }{a}}=-{\frac {kc^{2}}{2}}\,.}

## A Világegyetem Einstein sugara
A Világegyetem Einstein sugara  az a  görbületi sugára a térnek amely az Einstein Világa, megoldásban szerepel.
{\displaystyle {\dot {a}}={\ddot {a}}=0}
A Friedmann egyenletek esetén az Einstein sugár {\displaystyle R_{E}=c/{\sqrt {4\pi G\rho }}}, ahol {\displaystyle c} a fénysebesség, {\displaystyle G} a Newton-i gravitációs konstans, és {\displaystyle \rho } a Világegyetem sűrűsége. Az Einstein sugár számértéke 1010 fényév.

## További olvasásra
- Friedman, Alexander (1922), "Über die Krümmung des Raumes", Zeitschrift für Physik A 10:  377–386, ISSN 0939-7922, DOI 10.1007/BF01332580
- Friedmann, Alexander (1924), "Über die Möglichkeit einer Welt mit konstanter negativer Krümmung des Raumes", Zeitschrift für Physik A 21:  326–332, ISSN 0939-7922, DOI 10.1007/BF01328280 English trans. in 'General Relativity and Gravitation' 1999 vol.31, 31–
- d'Inverno, Ray. Introducing Einstein's Relativity. Oxford: Oxford University Press (1992). ISBN 0-19-859686-3. (See Chapter 23 for a particularly clear and concise introduction to the FLRW models.)
- Lemaître, Georges (1931), "Expansion of the universe, A homogeneous universe of constant mass and increasing radius accounting for the radial velocity of extra-galactic nebulæ", Monthly Notices of the Royal Astronomical Society 91:  483–490, <http://adsabs.harvard.edu/abs/1931MNRAS..91..483L> translated from Lemaître, Georges (1927), "Un univers homogène de masse constante et de rayon croissant rendant compte de la vitesse radiale des nébuleuses extra-galactiques", Annales de la Société Scientifique de Bruxelles A47:  49–56, <http://adsabs.harvard.edu/abs/1927ASSB...47...49L>
- Lemaître, Georges (1933), "l’Univers en expansion", Annales de la Société Scientifique de Bruxelles A53:  51–85
- Robertson, Howard Percy (1935), "Kinematics and world structure", Astrophysical Journal 82:  284–301, doi:10.1086/143681, <http://adsabs.harvard.edu/abs/1935ApJ....82..284R>
- Robertson, Howard Percy (1936), "Kinematics and world structure II", Astrophysical Journal 83:  187–201, doi:10.1086/143716, <http://adsabs.harvard.edu/abs?bibcode=1936ApJ....83..187R&>
- Robertson, Howard Percy (1936), "Kinematics and world structure III", Astrophysical Journal 83:  257–271, doi:10.1086/143726, <http://adsabs.harvard.edu/abs?bibcode=1936ApJ....83..257R&>
- Walker, Arthur Geoffrey (1937), "On Milne’s theory of world-structure", Proceedings of the London Mathematical Society 2 42:  90–127, DOI 10.1112/plms/s2-42.1.90